# 抗老化医学
抗老化医学（こうろうかいがく、英: life extension）は、積極的予防医学の一種で、老化を防ぐために行う行為の総称である。文脈においては、抗齢学 (こうれいがく)、アンチエイジング (英: Anti-Aging) 等の言葉が使われることがある。

## 概要
抗老化医学とは、人間の本来の姿、本来の寿命、至適な状態に心身ともに持っていくことを目的とする、医学及び周辺科学をも含む集学的医学である。その根底には検査学や診断学、従来医学を含む。範囲は一般診療科目全部、運動生理学、栄養学+東洋医学、美容外科、美容皮膚科、エステ、アロマ、ハーブ、補助栄養学、代替補完医学、音楽・芸術など多岐にわたる。

## 老化の原因
老化の原因に関する仮説（老化仮説）には、プログラム説、活性酸素説、テロメア説、遺伝子修復エラー説、分子間架橋説、免疫機能低下説、ホルモン低下説などがある。
1971年から1980年のデータで糖尿病患者と日本人一般の平均寿命を比べると男性で約10年、女性では約15年の寿命の短縮が認められた。このメカニズムとして高血糖が生体のタンパク質を非酵素的に糖化反応を発生させ、タンパク質本来の機能を損うことによって障害が発生する。この糖化による影響は、コラーゲンや水晶体蛋白クリスタリンなど寿命の長いタンパク質ほど大きな影響を受ける。例えば白内障は老化によって引き起こされるが、血糖が高い状況ではこの老化現象がより高度に進行することになる。同様のメカニズムにより動脈硬化も進行する。また、糖化反応により生じたフリーラジカル等により酸化ストレスも増大させる。

## 歴史

### 欧米
米国では、1993年に12名の医師により米国抗老化医学会 (A4M、American Academy of Anti-Aging Medicine) が発足。
2003年には、フランスで第1回アンチエイジング国際会議 (Anti-Aging Medicine World Congress) が開かれた。

### 日本
日本では抗老化医学の基礎研究はいくつかの分野でなされている。一方で、その診療に関しては東海大学医学部付属東京病院などで抗加齢ドックが行われているが、健康保険制度を中心とする日本の実情では、実践診療に大いに活かされているとはまだまだ言い難い。

## 老化現象と抗糖化ケア
老化と体内で起こる糖化が密接な関係にあり、老化現象の顕著な特徴と糖化反応は直結している。コラーゲンの糖化は、肌の張りと弾力性を失わせ、老化した皮膚へと変質させる主な要因である。老人に多い皮膚の変色（老人班）もまた、糖化およびメイラード反応に伴う色素の形成の結果である。糖化された老廃物の蓄積が白内障や動脈硬化の進行（高血圧症）となって表れる。老人が骨折しやすくなるのは、骨密度の低下だけでなく、強度そのものの低下も関係している。骨に含まれるコラーゲンの糖化は、骨の質（骨強度）を劣化させる。アルツハイマー病は脳内のアミノ酸が糖化された結果蓄積されていく老廃物が原因という説も存在する。また、体の糖化と糖尿病の合併症やメタボリックシンドロームには深い関係があることが日本抗加齢医学会、日本メイラード学会、日本統合医療美容学会、日本抗加齢美容医療学会などで報告されている。たとえば、糖尿病患者にみられる褐色斑の色素の形成もまた、メイラード反応の結果であることが示唆されている。パソコンなどのディスプレイのLEDが放つブルーライトのストレスなどによって引き起こされる中心性網膜炎や加齢黄斑変性症（ともに滲出型／青色光網膜傷害参照）は、眼底の栄養不足に伴って形成される新生血管からの血漿の滲出が原因であるが、動脈硬化と同様に、血管壁が糖化して脆くなった結果であることが示唆されている｡
抗糖化ケアは、摂取カロリーの適正な調整を行い、急激に血糖値を上げないGI（グリセミック指数）に留意した食生活を送ることによって実現される。例えば果糖のほうが他の糖類よりも血糖値の上昇が少ない性質を捉えて、果物から先に食べる工夫をするだけでも血糖値の急激な上昇を抑えることが可能になり、体の糖化の抑制が期待できる。ドクダミ茶や菊茶（黄山貢菊茶）、シソ葉茶、柿の葉茶、グアバ茶、ハマ茶などの健康茶は、コラーゲンの糖化に対して強い抑制力を示す。また、抗糖化作用を有する食品として、ローマンカモミール、サクラ、紫菊花（食用菊）などが発見されている。

## ライフ・エクステンションを題材とした作品

### 文学
- ディアスポラ

### 映画
- アイランド
- オープン・ユア・アイズ
- バニラ・スカイ